# Euploea purus
Euploea purus är en fjärilsart som beskrevs av Van Eecke 1915. Euploea purus ingår i släktet Euploea och familjen praktfjärilar. Inga underarter finns listade i Catalogue of Life.